# 英尺磅
英尺磅（英語：foot-pound），也称磅英尺（英語：pound-foot，符号为lbf⋅ft），是一个用来测量力矩的伪矢量英制单位，等于1磅力作用在1英尺的力臂上所产生的力矩，也就是1磅力在1英尺的半径上产生的转动惯量。
在转换成公制单位时，需要做下面的乘法：
1磅力＝4.448222牛顿
1英尺＝0.3048米
相乘得出的转换值：
1英尺磅≈1.355818牛顿米
另外一个与其相似的单位是英寸磅（英語：inch-pound），即1磅力在1英寸的力臂上产生的力矩，是英尺磅的1/12，常常用在力矩扳手和力矩螺丝刀等手工工具上用来制定紧固件的应力。

## 同名单位
英制和美制单位中还有一个衡量做功和能量的单位叫做英尺磅力（英語：foot-pound force，符号为ft⋅lbf或ft⋅lb），相当于用1磅力产生1英尺的位移所做的有用功和所需的能量传递。这个单位在日常使用时经常也被称为“英尺磅”，在（特别是美国的）军工业和射击运动市场内被用来描述枪械的枪口动能。
1英尺磅力与公制单位焦耳之间的转换比，与英尺磅和公制的牛顿米之间的转换比是相同的。1英尺磅力等于：
- 1.3558179483314004焦耳
- 13558179.483314004尔格
- 大约1.285×10−3英热单位
- 0.323832卡路里
- 8.462238×10+18 eV＝8.462238 EeV＝8.462238×10+9 GeV

同样道理，1英尺磅力每秒产生的功率相当于：
- 1.355817948瓦特
- 1.818×10−3马力

因为英尺磅衡量的是向量（力矩），而英尺磅力衡量的是标量（功/能量），两者虽然量纲值相同但实际上是完全不同的两种物理概念。为了防止都将两者叫成“英尺磅”造成混淆，英国物理学家亚瑟·梅森·沃辛顿（Arthur Mason Worthington，1852～1916）提出了将代表力矩的英尺磅反过来称为“磅英尺”的提议。但至今为止，两者都被称为“英尺磅”的情况在民间仍十分常见，只不过一般会外加修饰说明是“××英尺磅的力矩”还是“××英尺磅的能量”。